# Het salieavondje bij juffrouw Pieterse
Het salie-avondje bij Juffrouw Pieterse is een hoorspel naar een deel van Multatuli’s De geschiedenis van Woutertje Pieterse. De AVRO zond het uit in het programma Van vier tot vijf op donderdag 18 november 1954, van 16.25 uur tot 16.55 uur. De bewerker en regisseur was Emile Kellenaers.

## Rolbezetting
- Rien van Noppen (meester Pennewip)
- Enny Mols-de Leeuwe (Juffr. Pieterse)
- Nel Snel (Juffr. Laps)
- Miep van den Berg (Juffr. Mabbel)
- Tine Medema (Juffr. Sipperman)
- Hetty Berger (Juffr. Stotter)
- Han König (Stoffel)

## Inhoud
Woutertje Pieterse is een Amsterdamse jongen, dromerig en fijngevoelig. Hij groeit in de Franse tijd op met een oudere broer die leraar is en drie oudere zussen die niet nader omschreven worden. Zijn moeder vindt dat er niks van Wouter terecht kan komen. Zijn omgeving denkt af en toe dat hij niet helemaal goed in zijn hoofd is en dat is niet bevorderlijk voor zijn zelfvertrouwen. Hij komt voortdurend in conflict met zijn omgeving. In dit hoorspel is de scène verwerkt waarin meester Pennewip de gedichten overleest die zijn leerlingen hebben moeten schrijven. Dat van Woutertje verontrust hem zeer en hij besluit diens moeder op te zoeken om haar erop te wijzen dat het de verkeerde kant uitgaat met de morele instelling van haar zoon. Juffrouw Pieterse heeft net de buurvrouwen op bezoek die een kopje saliethee komen drinken en honderduit zitten te kletsen…